# Эскалоп

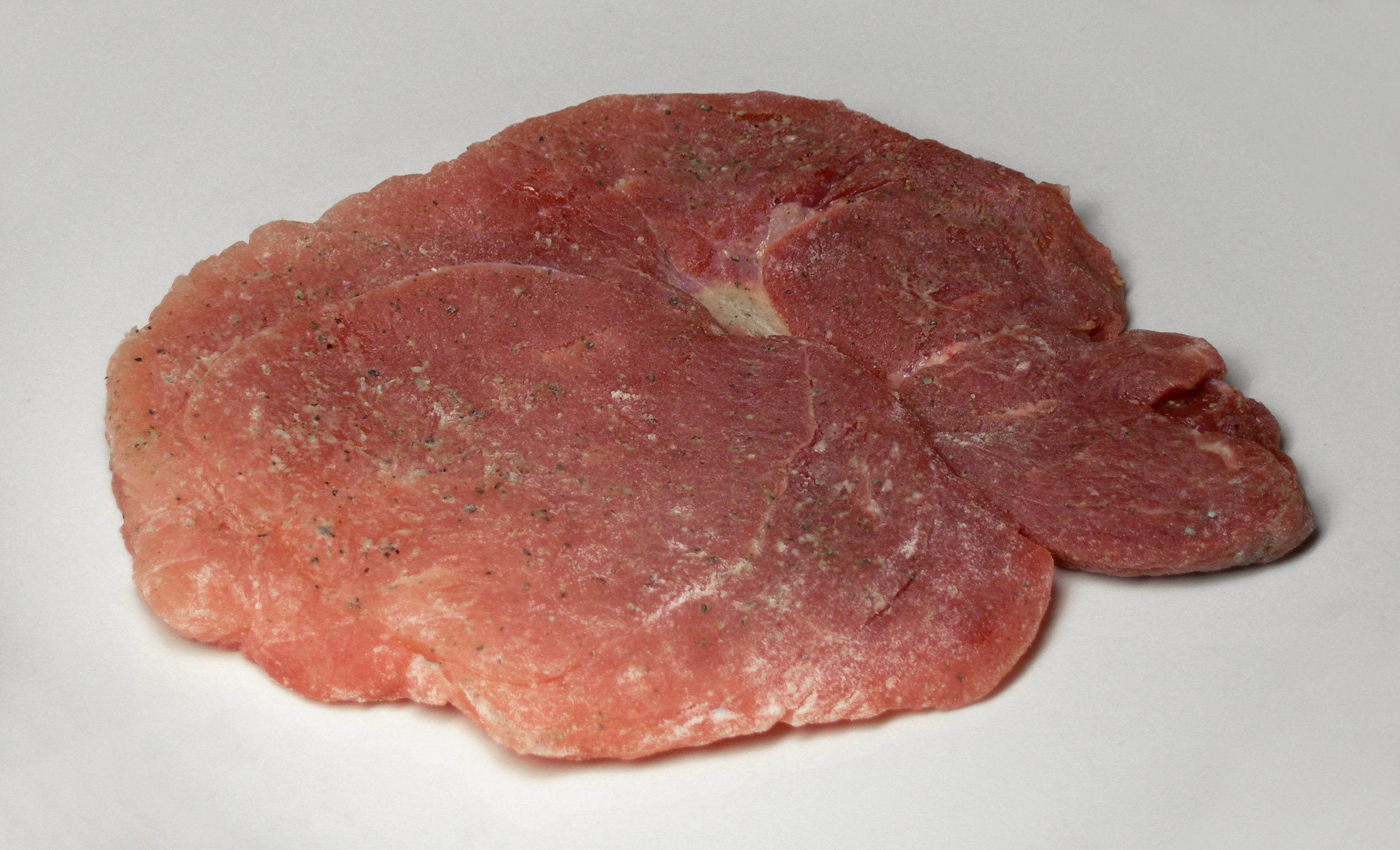
Эскалоп

Эскалоп (фр. escalope) — в различных кухнях так называют обычно ровные, круглые пласты мяса, нарезанные из вырезки (телячьей, свиной) или из других частей мякоти (также ровными кружками, поперёк волокон).

## Описание
Эскалопы нарезаются из сырого мяса толщиной не более 1,5 см, затем обычно отбиваются (до толщины 0,5—1 см) и при этом никогда не панируются, а пассеруются или обжариваются на гриле на решётке открытыми. Этот технологический приём и стал впоследствии основным для характеристики блюда.
Эскалоп, следовательно, ровный, круглый, тонкий кусок мяса от лучшей части туши, который подвергается тепловой обработке без панирования своей поверхности.
Термин восходит к французскому названию морского гребешка (моллюска в крупной раковине), что связано с внешним сходством готового блюда с раковиной-скорлупкой.
Готовится эскалоп следующим образом: из корейки нарезают порционные куски мяса толщиной 10—15 мм (по 1—2 на порцию), слегка отбивают, посыпают солью, перцем и жарят с обеих сторон, как правило, на сливочном масле. Подают сразу, добавляют гарнир и поливают мясным соком.
Гарниры — картофель отварной, картофель жареный (из отварного или сырого), картофель фри, овощи отварные с жиром, сложные гарниры.